# Dennis Báthory-Kitsz

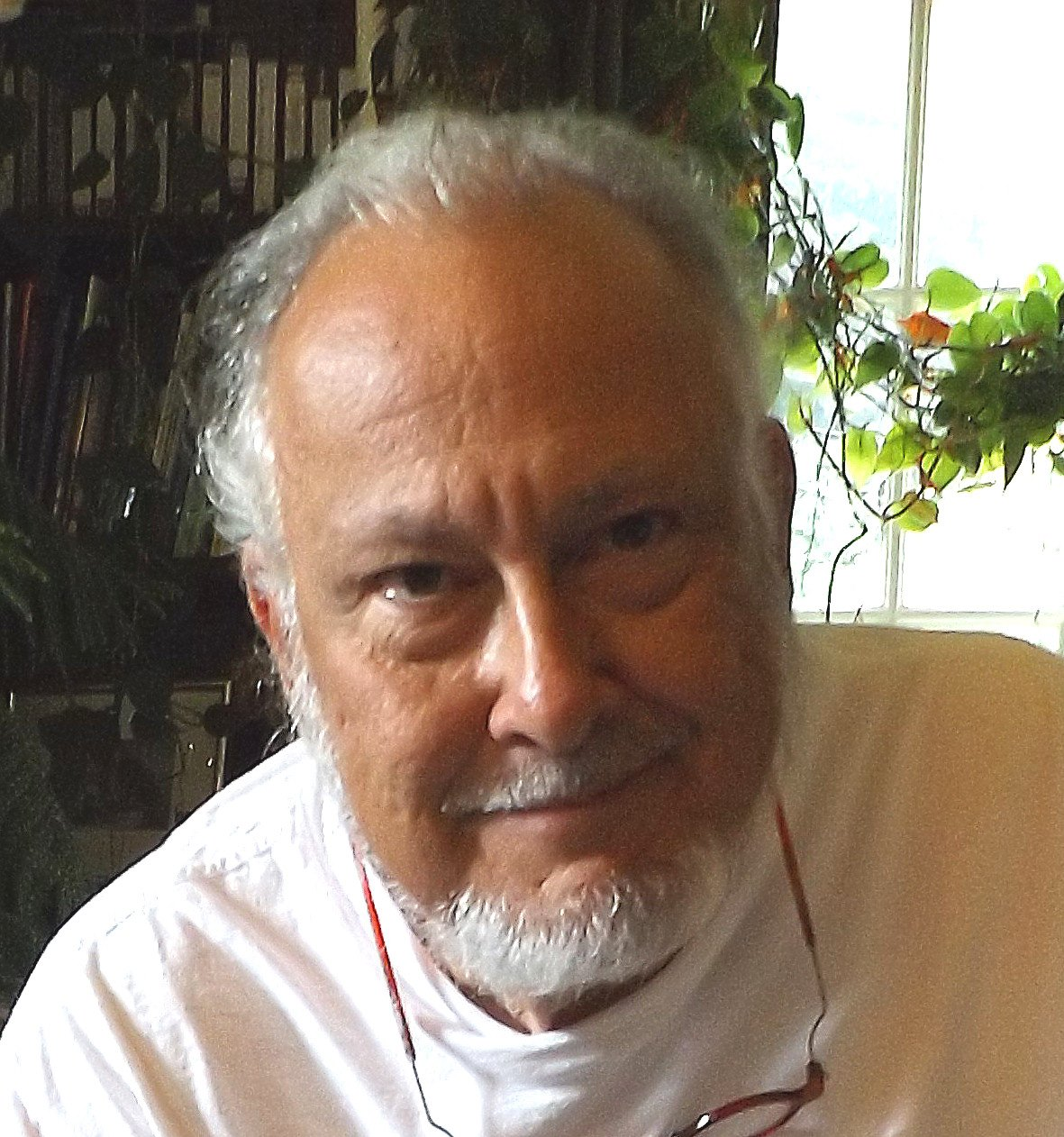
Dennis Báthory-Kitsz

Dennis Báthory-Kitsz (* 14. März 1949 in Plainfield/New Jersey) ist ein US-amerikanischer Komponist.
Báthory-Kitsz komponierte mehr als eintausend Werke, darunter Musiken für Klangskulpturen, elektroakustische und multimediale Werke,
akustische Installationen, Ballettmusiken, Werke für Soloinstrumente und Orchester und Kammermusik. Im World Trade Center wurde
1977 seine Kammeroper Plasm over Ocean aufgeführt. Das interaktive Performancewerk Echofür Soloperformer, handgefertigte Instrumente und Computer wurde 1985 in Vermont präsentiert.
Beispiele für seine Installationswerke sind In Bocca al Lupo im Yellowstone Art Center (1986) und die Freiluftinstallation Traveler's Rest in Vermont in Zusammenarbeit mit Fernanda D’Agostino. Seine Vampiroper Erzsébeth wurde auf Schloss Cséjthe, dem Wohnsitz der Elisabeth Báthory, aufgeführt. Für die "Radio-Cyber-Show" Kalvos & Damian's New Music Bazaar (mit David Gunn) erhielt er 2000 den Taylor Internet Award der ASCAP. Er leitete 2001 das Ought-One Festival of NonPop und ist Gründer des NonPop International Network.
Báthory-Kitsz komponierte Auftragswerke u. a. für Su Lian Tan (Shahmat für Flöte solo), FlynnSpace (LiquidBirds für drei Theremins und Video), P. Kellach Waddle (NorthSea Balletic Spicebush für Kontrabass solo), Michael Manion (Bales, Barrels & Cones für Schlagzeug und Playback) Jiri van der Kaay (Phylum Euphoria für Euphonium und Playback) und das Vermont Symphony Orchestra (Icecut). Seinem Werk gewidmete Konzerte fanden 2003 in Amsterdam und 2005 in Gent statt.

## Werke (Auswahl)
- Erzsébet, Kammeroper, 2010
- Crosscut für Klavier und Blasorchester, 2009
- Autumn Dig für Orchester, 2008
- Framing the Sum of Three für Klavier, 2007
- Adeste Hedecasyllabi für Stimme und Klavier, 2007
- O Vox Pop für Bassklarinette und Fagott, 2007
- She Who Saves für zwei Naturhörner und Sopran, 2007
- Scalar Rainbows für Klavier, 2007
- Morning in Nodar für Kontrabass, 2007
- Fanfare: Heat für Orchester, 2007
- For the Beauty of the Earth für Violine, 2007
- New Granite für Flöte, Bassklarinette, Violine, Cello und Klavier, 2007
- Turn Around, Bustle and Blaze für Viola, Horn, Cello und Klavier, 2007
- Compound Refractions für Flöte,
- Mountains of Spices für Mezzosopran, Violine, Viola und Klavier, 2007
- Lunar Cascade in Serial Time für Gitarre, 2007
- I lift my heavy heart für Stimme, Flöte und Gitarre, 2007
- Eventide für Piccoloflöte, Klarinette und Kontrafagott, 2006
- Clouds of Endless Summer für Klaviertrio, 2006
- Yer Attention, Please für Orgel, 2006
- L'Estampie du Chevalier für Streichquartett, 2005
- Sweet Ovals für Solohorn, 2005
- Jameo y el Delfin Mareado für Orchester, 2005
- Rose Quartz Crystal Radio für Saxophon und Perkussion, 2005
- By Still Waters, 2004
- Icecut für Orchester, 2004
- Shahmat für Flöte solo, 2004
- Northsea Balletic Spicebush für Kontrabass, 2003
- LiquidBirds für drei Theremins, Video und Playback, 2003
- Spammung für Stimme und Playback, 2003
- Bales, Barrels, & Cones: Antebellum/Antibellum für Schlagzeug und Playback, 2002
- Tïrkíinistrá: 25 Landscape Preludes für Klavier, 2002
- Mirrored Birds, Flötenkonzert, 2001
- Fuliginous Quadrant für Kammerensemble, 2001
- The Key of Locust für Kammertrio, 2001
- HighBirds (Prime) für zwei elektrische Gitarren und Playback, 2001
- RatGeyser, 2000
- Mountain Dawn Fanfare für Orchester, 2000
- Quince & Fog Falls für Kammerensemble, 2000
- The Sub-Aether Bande für Flöte und Perkussion, 2000
- •Sourian Slide für Streichorchester, 1999
- LowBirds für kleines Ensemble, 1999
- Zonule Glaes II elektroakustisches Werk mit Streichquartett, 1999
- Into the Morning Rain für kleines Ensemble, 1998
- Detritus of Mating, elektroakustisches Werk, 1997
- zéyu, quânh & sweeh für Playback, 1996
- Gardens für Horn und Streichquartett, 1996
- xirx, Performance, 1996
- Hypertunes, Baby für Stimme und Tonband, 1994
- Build, Make, Do für kleines Ensemble, 1994
- Llama Butter für Tuba und Tonband, 1993
- Emerald Canticles, Below für kleines Ensemble, 1993
- Binky Plays Marbles für Kontrabass und Viola, 1992
- The Pretty Songs für Saxophon und Stimme, 1991
- Softening Cries für Orchester, 1991
- A Time Machine für Stimme, kleines Ensemble, Tanz und Computer, 1990
- Traveler's Rest and Wolf, Klanginstallation, 1991
- The Lily and the Thorn für Orchester, 1990
- Yçuré für zwei Kammerorchester, 1990
- Csárdás für Klavier, 1989
- Variations on Amanda für drei Streicher und Cembalo, 1989
- Rough Edgesfür Klavier, 1987
- Beepers, a high-tech cabaret, 1986
- In Bocca al Lupo, 1986
- Mantra Canon für großes Ensemble, 1986
- Echo, A Performance Ritual in Four Parts, 1985
- Rando's Poetic License für Elektronik, Mikrocomputer, Stimmen und Instrumente, 1978
- Mass für kleines Ensemble, 1978
- Plasm over ocean, Kammeroper, 1977
- Somnambula für Blockflöte und elektronischen Klang, 1975
- Construction "on nix rest... in china" für Posaunen und Tonband, 1972